# BIONZ
BIONZ ist eine Reihe von Bildprozessoren, die in Digitalkameras von Sony verwendet werden.
Sie wird derzeit in vielen Sony α Spiegelreflex- und spiegellosen Kameras verwendet. Die Bildverarbeitung in der Kamera wandelt die Rohdaten von einem CCD- oder CMOS-Bildsensor in das Format um, das auf der Speicherkarte gespeichert wird. Diese Verarbeitung ist einer der Engpässe bei der Geschwindigkeit von Digitalkameras, weshalb die Hersteller viel Aufwand betreiben, um die schnellsten Prozessoren für diesen Schritt herzustellen und zu vermarkten, die sie können.
Sony entwirft die Schaltkreise des Prozessors im eigenen Haus und lagert die Fertigung an Halbleiterwerke wie MegaChips und (meist) Globalfoundries aus, da sie derzeit keine eigene Fertigungsanlage besitzen, die ein System-on-a-Chip (SoC) produzieren kann. Sony bezieht auch DRAM-Chips von verschiedenen Herstellern, darunter Samsung, SK Hynix und Micron Technology.
BIONZ verwendet zwei Chips in seinem Design. Der erste Chip ist ein SoC, der die Gesamtfunktionalität der Kamera steuert, z. B. die Verwaltung des SD-Kartenspeichers, kabelgebundene Verbindungen wie USB und HDMI und drahtlose Protokolle wie Wi-Fi und NFC, die bei modernen Sony α-Kameras immer häufiger verwendet werden. Der BIONZ SoC ist an seiner Artikelnummer „CXD900xx“ zu erkennen. Der zweite Chip ist der ISP (Image Signal Processor). Er verarbeitet die Daten direkt vom CMOS-Bildsensor und ist direkt für das High-ISO-Rauschverhalten der Kamera in einer lichtarmen Umgebung verantwortlich. Der ISP kann durch die Artikelnummer „CXD4xxx“ identifiziert werden.

## Geschichte der BIONZ-Chips in Sony-Kameras

### BIONZ – MegaChips MA07170 und MA07171
Die erste Kamera, die offiziell einen so genannten BIONZ-Prozessor verwendete, war die DSLR-A700 im Jahr 2007. Sie nutzte den MA07170-Chip aus der MegaChips (MCL)-Familie von 32-Bit-RISC-Prozessoren mit MIPS R3000-Kern.
Ähnliche MegaChips-Prozessoren wurden bereits in der DSLR-A100 (MA07169) sowie in der Konica Minolta 5D (MA07168) und 7D (MA07168) eingesetzt. Sie implementieren Konica Minoltas CxProcess III, der unter MiSPOs NORTi/MIPS läuft, einem Echtzeitbetriebssystem nach dem µITRON-Standard.
Der MegaChips MA07170 wurde auch in der DSLR-A200, DSLR-A300 und DSLR-A350 verwendet. Die DSLR-A850 und DSLR-A900 verwendeten zwei solcher Chips parallel.
Der MegaChips MA07171 wurde stattdessen in der DSLR-A230, DSLR-A290, DSLR-A330, DSLR-A380 und DSLR-A390 verwendet.

### BIONZ – Sony CXD4115 ISP
Der erste BIONZ-Prozessor, der vollständig von Sony selbst entwickelt wurde, nutzte den Sony-Bildprozessor in:
- CXD4115 ISP - DSLR-A450, DSLR-A500, DSLR-A550 - verwenden immer noch ein proprietäres Betriebssystem (höchstwahrscheinlich auch NORTi).
- CXD9974GG SoC mit dem überarbeiteten CXD4115-1 ISP - DSLR-A560, DSLR-A580, SLT-A33, SLT-A35, SLT-A55 / SLT-A55V, NEX-5C, NEX-C3, und NEX-VG10 - alle Modelle sind ab hier Linux-basiert (CE Linux 6 mit Kernel 2.3.)

### BIONZ – Sony CXD4132 ISP und CXD90016GF SoC
Der Chip der Sony CXD4132-Serie ist ein Multicore-BIONZ-Prozessor:
- CXD4132 - SLT-A37, SLT-A57, SLT-A58, SLT-A65 / SLT-A65V, SLT-A77 / SLT-A77V, SLT-A99 / SLT-A99V / HV, NEX-F3, NEX-3N, NEX-5N,
- CXD90016GF SoC mit CXD4132 ISP - NEX-5R, NEX-5T, NEX-6, NEX-7 / Lunar
- Nicht identifizierbar - NEX-VG20, NEX-VG30, NEX-VG900, NEX-FS100, DSC-RX1 / DSC-RX1R, DSC-RX100 / Stellar, DSC-RX100M2

### BIONZ X – Sony CXD4236 ISP und CXD90027GF SoC
Mit der Einführung des ILCE-7 / ILCE-7R im Jahr 2013 hat Sony seinen Bildprozessor der nächsten Generation mit der Bezeichnung BIONZ X vorgestellt. BIONZ X verwendet Sony CXD4236 Serie ISP zusammen mit CXD90027GF SoC. Letzterer basiert auf einer Quad-Core-ARM-Cortex-A5-Architektur und wird verwendet, um Android-Apps auf dem Linux-Kernel auszuführen.
Er verfügt unter anderem über eine Technologie zur Detailwiedergabe und Beugungsreduzierung, eine bereichsspezifische Rauschunterdrückung und 16-Bit-Bildverarbeitung mit 14-Bit-Rohdatenausgabe.
Sie kann bis zu 20 Bilder pro Sekunde verarbeiten und verfügt über einen feststellbaren Autofokus und Objektverfolgung.
- CXD90027GF SoC mit nicht identifiziertem ISP (Stacked DRAM)  - α7, α7R, α7 II, α6000, α6500, α99, α7 III
- CXD90027GF SoC mit CXD4236-1GG ISP - α7S, α7S II, RX100 IV, Sony FDR-AX33
- CXD90027GF SoC mit dualem CXD4236-1GG ISP - α7R II,[5] α7R III[6]
- Nicht identifiziert - α5000, α77 II, α9 II,[7] DSC-RX10, DSC-RX100 III und DSC-RX0

### BIONZ XR
Sony hat seinen Bildprozessor der nächsten Generation mit dem Namen BIONZ XR mit der Einführung der Sony α7S III im Jahr 2020 vorgestellt. „Der Sensor soll achtmal so viel Rechenleistung haben wie der bisherige Bildprozessor.“ Er wird auch in der spiegellosen Flaggschiffkamera Sony α1 und der kompakten Kinokamera Sony FX3 verwendet, die 2021 auf den Markt kommen.
Neue Funktionen
- Neue Video-Codecs / Frameraten
- Neue Verkleinerungsleistung der Kamera
- Verbesserung der internen Pipeline-Geschwindigkeit
- Behebung der zeitverzögerten Schnittstelle
- Neue Kartenformate/Schnittstelle.
- Neue EVF-Auflösung/-Lesegeschwindigkeit
- Behebung der Suchverzögerung bei Verwendung des Autofokus oder bei Serienaufnahmen